# Luna 18
Luna 18 (ryska: Луна-18) var en sovjetisk rymdsond i Lunaprogrammet. Rymdsondens huvuduppgift var att ta ett markprov på månen och återföra det till jorden. Farkosten kraschade vid landningen på månen.
Rymdsonden sköts upp den 2 september 1971, med en Proton-K/D raket. Farkosten gick in i omloppsbana runt månen den 7 september 1971. Den 11 september 1971 påbörjades landningen, farkosten kraschade vid landningen.

### Fotnoter
1. ↑  ”NASA Space Science Data Coordinated Archive” (på engelska). NASA. https://nssdc.gsfc.nasa.gov/nmc/spacecraft/display.action?id=1971-073A. Läst 25 mars 2020.